# Han Solo: una historia de Star Wars
Han Solo: una historia de Star Wars, también Han Solo o Solo (del título en inglés Solo: A Star Wars Story), es una película estadounidense de 2018 perteneciente al género espacial, centrada en Han Solo, un personaje de la franquicia de Star Wars. Dirigida por Ron Howard, producida por Lucasfilm y distribuida por Walt Disney Studios Motion Pictures, es la segunda película de antología de Star Wars, después de Rogue One (2016). Alden Ehrenreich interpreta a Solo, con Woody Harrelson, Emilia Clarke, Donald Glover, Thandiwe Newton, Phoebe Waller-Bridge, Joonas Suotamo y Paul Bettany. La película explora las primeras aventuras de Han Solo y Chewbacca, quienes se unen a un atraco dentro del inframundo criminal 10 años antes de los eventos de A New Hope. La película se sitúa temporalmente algunos años antes de que Han conociera a Luke Skywalker y a Obi Wan Kenobi en Una nueva esperanza, así como de los acontecimientos ocurridos en Rogue One: una historia de Star Wars.
George Lucas comenzó a desarrollar una precuela de Han Solo en 2012 y le encargó a Lawrence Kasdan que escribiera el guion. Después de que Lucas vendió Lucasfilm a The Walt Disney Company en 2012, Kasdan fue contratado para escribir Star Wars: The Force Awakens (2015), dejando a su hijo Jonathan para completar el guion de Solo. La fotografía principal comenzó en enero de 2017 en Pinewood Studios, con los directores Phil Lord y Christopher Miller. Ambos fueron despedidos en junio de 2017 por diferencias creativas con Lucasfilm, y Howard fue contratado como su reemplazo. Solo es una de las películas más caras jamás realizadas, con un presupuesto de al menos 275 millones de dólares.
Solo se estrenó en los Estados Unidos el 25 de mayo de 2018 y recibió críticas generalmente positivas de los críticos, que elogiaron el elenco (en particular, Ehrenreich y Glover), las imágenes, la partitura y las secuencias de acción, mientras que algunos criticaron su historia y guion. Se convirtió en la primera película de Star Wars en ser una bomba de taquilla, recaudando solo $393,2 millones en todo el mundo. Recibió una nominación a los Mejores Efectos Visuales en la 91ª edición de los Premios de la Academia.

## Sinopsis
Han Solo: una historia de Star Wars es una película centrada en el personaje de Han Solo a bordo del Halcón Milenario. A través de una serie de aventuras en un submundo criminal oscuro ypeligroso, Han Solo se hace amigo de su futuro copiloto Chewbacca y conoce al conocido jugador Lando Calrissian.

## Argumento
La galaxia se encuentra en un estado de desorden, con sindicatos del crimen compitiendo por recursos valiosos como el coaxium, un raro híper combustible que ayuda a cualquier nave a navegar a través del hiperespacio. En el planeta/astillero de Corellia, a los niños huérfanos se les hace robar para sobrevivir, y un joven Han y su amante Qi'ra desean escapar de las garras de una banda criminal local. Con éxito sobornan a un oficial imperial con coaxium robado a cambio de un pasaje en un transporte saliente, pero Qi'ra es aprehendida por sus perseguidores antes de que pueda abordar. Han se compromete a regresar por ella y se une a la Armada Imperial como cadete de vuelo.
Tres años más tarde, Han fue expulsado de la Academia Imperial de Vuelo por insubordinación. Mientras se desempeñaba como soldado de infantería durante una batalla en el planeta Mimban, se encuentra con una banda de delincuentes que se hacen pasar por soldados imperiales liderados por Tobias Beckett. Intenta chantajearlos para que lo lleven con ellos, pero Beckett lo arresta por desertar y lo arrojan a un pozo para alimentar a una bestia: un wookie llamado Chewbacca. Han y Chewbacca trabajan juntos para escapar de su confinamiento. Necesitado de otras manos, Beckett los rescata y los alista en la trama de la pandilla para robar un cargamento de coaxium en el planeta Vandor. El plan sale mal cuando aparece el merodeador Enfys Nest y sus Cloud-Riders, provocando la muerte de dos miembros de la tripulación de Beckett y la destrucción del coaxium.
Beckett revela que recibió la orden de robar el envío para Dryden Vos, líder del sindicato criminal Crimson Dawn (Alba Escarlata en español). Han y Chewbacca se ofrecen como voluntarios para ayudarlo a robar otro cargamento. Viajan al yate de Vos donde Han encuentra a Qi'ra, que se ha unido a Crimson Dawn. Han ofrece un plan arriesgado para robar coaxium sin refinar de las minas de Kessel; Vos insiste en que Qi'ra, su principal lugarteniente, los acompaña. Qi'ra lleva al equipo a Lando Calrissian, un consumado contrabandista y piloto que espera les preste su nave. Han desafía a Lando a una partida de sabacc, siendo la apuesta la nave de Lando. Sin embargo en plena partida, Lando hace trampa para ganar, pero está convencido de unirse a la misión a cambio de una parte de las ganancias. El equipo aborda su nave, el Halcón Milenario, y se dirige hacia Kessel. Después de llegar al planeta e infiltrarse en la mina, el copiloto droide L3-37 de Lando instiga un motín liberando a otros droides. En medio de la confusión consiguen robar un envío de coaxium, pero L3 queda severamente dañada y Lando resulta herido durante el escape. Han es quien acaba pilotando la nave a través del corredor de Kessel, tomando una ruta peligrosa a través de una vorágine inexplorada para evitar un bloqueo imperial que se avecinaba por el corredor. Aunque el Halcón recibe daños severos durante el viaje, Han cruza con éxito el corredor y logran escapar del sistema con el coaxium puro y dirigirse al planeta Savareen para procesar el raro combustible antes de que este se vuelva inestable y explote.
Sin embargo y mientras esperan que el coaxium termine de procesarse, son inmediatamente emboscados por Enfys, quien los había rastreado desde el planeta Vandor, Lando inmediatamente se escapa a bordo del Halcón y deja varados a Han, Chewbacca, Qi'ra y Beckett en el planeta. Después de un pequeño enfrentamiento, Enfys, quien revela ser en realidad una mujer bajo la máscara, le comenta a ellos que tanto ella y su tripulación no son piratas espaciales como muchos dicen, sino que en realidad son una banda de rebeldes que intentan evitar que los sindicatos del crimen y el Imperio Galáctico ganen más poder. Simpatizando con su causa, Han intenta engañar a Vos. Pero Vos, a quien Beckett alertó sobre su traición, cree que Han y Qi'ra le entregaron coaxium falso mientras que Enfys Nest tiene el verdadero, y envía a todos sus soldados a matar a Enfys y los Cloud-Riders. Sin embargo, Han había anticipado el engaño de Beckett; el coaxium que tenía consigo Han era verdadero, y los Cloud-Riders capturan a todos los guardias de Vos, dejándolo indefenso. Beckett toma a Chewbacca como rehén y escapa con el coaxium, traicionando a Vos. Qi'ra mata a Vos e insta a Han a salvar a Chewbacca de Beckett y le dice que se reunirá con él en breve para iniciar una nueva vida juntos en la galaxia. 
Estando a solas, a bordo del yate de Vos, Qi'ra contacta a su superior, Darth Maul, ella le informa que Beckett asesinó a Vos y asume el liderazgo del sindicato Crimson Dawn, marchando al planeta Dathomir para encontrarse con Maul. Por otro lado, Han alcanza y mata a Beckett, recuperando el coaxium en el proceso, pero en ello este observa como Qi'ra abandona el planeta a bordo del yate de Vos, dejándole los Dados Dorados a Han para que este nunca la olvide. 
Momentos después, Han y Chewbacca le entregan el coaxium a Enfys y sus guerreros, quienes le ofrecen a Han la oportunidad de unirse a la rebelión contra el Imperio Galáctico. Sin embargo Han rechaza la oferta, pero al final recibe una lata del combustible coaxium en agradecimiento por su ayuda, suficiente para poder comprar su propia nave. Posteriormente el dúo rastrea nuevamente a Lando y lo desafía a una segunda partida de sabacc por la posesión del Halcón Milenario. Donde también, Han descubre que Lando le había ganado la última vez haciendo trampa, ya que este tenía una carta escondida debajo de la manga de su capa, sin embargo gracias a la astucia de Han, logra quitarle mientras lo saludaba la carta con la que hizo trampa la última vez y gana la partida tomando posesión del Halcón Milenario. Después de ganar la apuesta, Han y Chewbacca abordan su nueva nave y se dirigen ahora hacia el planeta Tatooine, donde un gánster está formando un equipo para realizar un atraco.

## Reparto

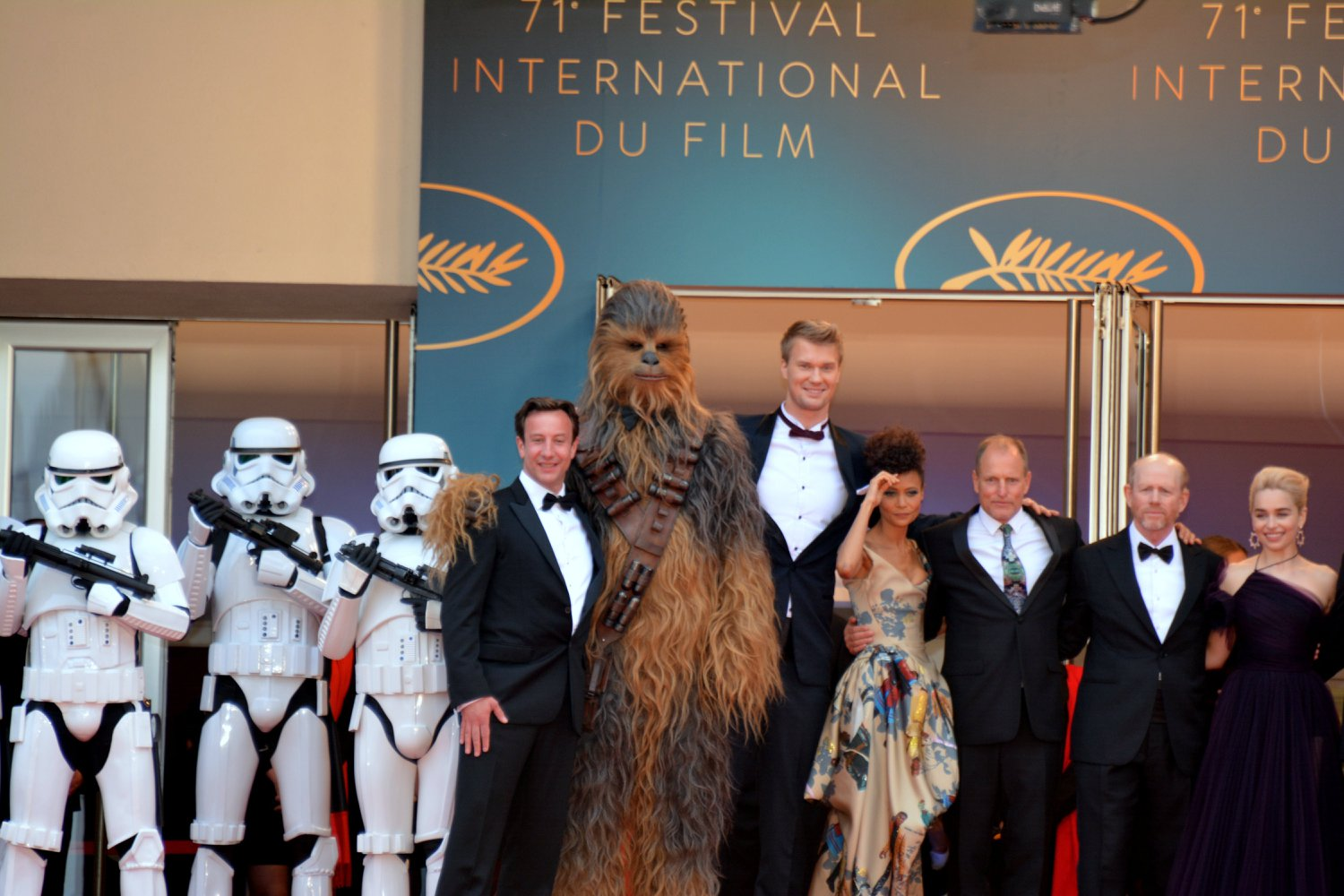
Reparto, director y productor promocionando la película en el Festival de Cine de Cannes de 2018.

- Alden Ehrenreich como Han Solo, un cínico contrabandista y piloto del carguero corelliano YT1300, conocido como el Halcón Milenario.
- Woody Harrelson como Tobias Beckett, un experto criminal, bandido de poca monta y mentor de Han.
- Emilia Clarke como Qi’Ra,[3] una joven corelliana y exnovia de Han, quien forma parte del grupo criminal Crimson Dawn.
- Donald Glover como Lando Calrissian, un sinvergüenza que habita en los bajos mundos del universo.
- Thandie Newton como Val, una criminal contrabandista y esposa de Beckett.
- Phoebe Waller-Bridge es L3-37, una droide femenina, primer guardia de Lando y antigua copiloto del Halcón Milenario.
- Joonas Suotamo como Chewbacca, un guerrero wookie que se hace amigo y compañero de Han.
- Paul Bettany como Dryden Vos, el malvado líder de Crimson Dawn.

Erin Kellyman aparece como Enfys Nest, la líder de una banda de piratas espaciales llamada Cloud Riders.Jon Favreau da voz a Rio Durant, un piloto de la tripulación de Beckett,y Linda Hunt da voz a Lady Proxima, la serpiente líder de la banda a la que pertenecen los adolescentes Han y Qi'ra. Ian Kenny interpreta a Reboltmientras que Clint Howard interpreta a Ralakili. Además, Anthony Daniels aparece como Tak. Kiran Shah interpreta a Karjj y Warwick Davis repite brevemente su papel de The Phantom Menace como Weazel, un Cloud Rider. Ray Park repite su papel de Maul,con Sam Witwer proporcionando la voz, retomando el papel de la serie de televisión animada The Clone Wars y Rebels. Peter Serafinowicz, el actor de voz original de Maul en The Phantom Menace, fue contratado inicialmente para grabar el diálogo de Maul, pero su interpretación vocal finalmente se abandonó a favor de Witwer. Dee Tails aparece como Quay Tolsite, el director de operaciones del Pyke Syndicate en Kessel. 
El guionista Jonathan Kasdan y el primer asistente de dirección Toby Hefferman interpretaron a Tag Greenley y Bink Otauna, respectivamente, dos personajes que aparecieron por primera vez en los cómics de Star Wars Legends publicados por Dark Horse Comics. La escena no se incluyó en la película terminada.

## Producción

### Desarrollo
Un primer intento de una aparición de Han Solo cuando era niño estuvo presente durante la preproducción de Star Wars: Episodio III - La venganza de los Sith en 2002, mostrando un borrador inicial de un joven Solo que participa en la batalla en Kashyyyk.Más tarde, una serie de televisión de acción en vivo planificada desarrollada por el creador de Star Wars, George Lucas, titulada Star Wars: Underworld habría representado el primer encuentro de Han Solo con Chewbacca y su victoria en el Halcón Milenario de Lando Calrissian. En 2012, unas tres semanas antes de que Lucasfilm se convirtiera en propiedad de Disney, Lawrence Kasdan se reunió con Lucas y Kathleen Kennedy sobre el relanzamiento de la franquicia y se le presentaron nueve ideas cinematográficas, ideadas y esbozadas por el propio Lucas, que incluían la nueva trilogía secuela y varios spin-offs. Sin embargo, Kasdan no estaba seguro de querer hacer más películas a pesar de que la historia de Han Solo fue la que más lo inspiró, por lo que Lucas le encargó que escribiera el guion.Después de que Lucas vendiera su compañía a Disney en 2012, Kasdan fue contratado para ayudar a terminar el guion de Star Wars: The Force Awakens , dejando a su hijo Jonathan Kasdan a cargo de escribir Solo hasta su regreso.La película recibió el nombre en código interno "Harry and the Boy" e inicialmente se planeó seguir a The Force Awakens.
En febrero de 2013, el CEO de Disney, Bob Iger, confirmó el desarrollo de dos películas independientes de Star Wars, una escrita por Lawrence Kasdan. Poco después, se informó que Disney estaba trabajando en una película con Solo. El director financiero de Disney, Jay Rasulo, describió las películas independientes como historias de origen.En julio, Lucasfilm anunció que una película de antología se centraría "en cómo [un] joven Han Solo se convirtió en el contrabandista, ladrón y sinvergüenza que Luke Skywalker y Obi-Wan Kenobi encontraron por primera vez en la cantina de Mos Eisley" se estrenaría el 25 de mayo de 2018. Se suponía que la película se estrenaría después de The Force Awakens, pero la partida temporal de Kasdan condujo al primer desarrollo del spin-off Rogue One. El proyecto iba a ser dirigido por Phil Lord y Christopher Miller a partir de un guion de Lawrence y Jonathan Kasdan. Kathleen Kennedy actuaría como productora, con Lawrence Kasdan y Jason McGatlin como productores ejecutivos; Allison Shearmur y Simon Emanuel también producen. El amigo wookiee de Solo, Chewbacca, también fue anunciado para aparecer en la película.En mayo de 2016, Lawrence Kasdan declaró que la filmación comenzaría en enero de 2017.

### Casting
En enero de 2016, se reveló una lista de actores para el papel del joven Han Solo, incluidos: Miles Teller, Ansel Elgort, Dave Franco, Jack Reynor, Scott Eastwood, Logan Lerman, Emory Cohen y Blake Jenner.En marzo de 2016, se informó que Alden Ehrenreich, Reynor y Taron Egerton estaban en una lista corta para el papel.En mayo de 2016, se informó que Ehrenreich había sido elegido como el joven Han Solo,y se reveló en el papel en Star Wars Celebration Europe III dos meses después. Miller dijo que elegir el papel era uno de "los desafíos de casting más difíciles de todos los tiempos", y agregó que "vieron a más de 3000 personas para el papel".Otros actores que audicionaron para el papel incluyeron a Chandler Riggs, Rami Malek, Aaron Taylor-Johnson, Tom Felton, Nick Robinson, Colton Haynes, Joshua Sasse, Ed Westwick y Charlie Cox.
En octubre siguiente, Tessa Thompson, Naomi Scott, Zoë Kravitz, Emilia Clarke, Kiersey Clemons, Jessica Henwick y Adria Arjona estaban siendo consideradas para la protagonista femenina,mientras que Donald Glover estaba siendo considerado para interpretar a una joven Lando Calrissian. Glover fue confirmado para Calrissian poco después,con Clarke elegida como la protagonista femenina el mes siguiente.Shameik Moore también audicionó para el papel de Calrissian.
A principios de enero de 2017, se reveló que Woody Harrelson estaba en negociaciones para interpretar al mentor de Han Solo, y se confirmó que aparecería en la película poco después.Christian Bale había estado previamente en conversaciones para el papel. Una entrevista posterior con Harrelson reforzó la especulación de que podría estar interpretando específicamente al personaje de Legends Garris Shrike, pero Harrelson reveló el nombre del personaje como Beckett en marzo de 2017.En febrero de 2017, Phoebe Waller-Bridge se unió al elenco en un papel no revelado, que se dice que es "una actuación impulsada por CGI" similar a Alan Tudyk en Rogue One como el droide K-2SO. Además, se informó que Thandiwe Newton estaba en negociaciones para protagonizar la película.Waller-Bridge y Newton fueron confirmadas como parte del elenco a fines de febrero, junto con el anuncio de que Joonas Suotamo aparecería como Chewbacca, retomando el papel de The Force Awakens y The Last Jedi, donde lo compartió con el original actor de Chewbacca, Peter Mayhew. Michael K. Williams entró en conversaciones para unirse a la película a principios de marzo de 2017,y fue confirmado poco después, retratando a una criatura mitad humana, mitad animal. A finales de mes, Ian Kenny se había unido al elenco. Warwick Davis fue confirmado como parte del elenco a fines de julio de 2017.
Peter Serafinowicz estaba listo para repetir su papel de voz como Maul y había grabado diálogos durante la producción en Pinewood Studios. Más tarde, Lucasfilm le informó después del estreno de la película que había sido reemplazado por Sam Witwer para mantener la continuidad con la serie de televisión animada The Clone Wars y Rebels, en la que Witwer expresó al personaje. 

### Filmación
El rodaje comenzó el 30 de enero de 2017, en Pinewood Studios, bajo el título provisional Star Wars: Red Cup.Para el 10 de febrero, la película había gastado 54,5 millones de dólares en producción.Lucasfilm anunció que la fotografía principal comenzó el 20 de febrero de 2017. Bradford Young se desempeñó como director de fotografía de la película. En mayo de 2017, la filmación tuvo lugar en Italia, con locaciones que incluyen Tre Cime di Lavaredo y Monte Piana en los Dolomitas en Veneto, hasta Fassa Dolomites en Trentino. El rodaje también tuvo lugar en la Playa de Cofete, de Fuerteventura, en las Islas Canarias ese mismo mes. 
El 20 de junio de 2017, citando "diferencias creativas", Lucasfilm anunció que los directores habían dejado el proyecto con un nuevo director "que se anunciará pronto". Se informó que los directores fueron despedidos después de que Kennedy y Lawrence Kasdan no estuvieran de acuerdo con su estilo de rodaje; Lord y Miller creían que fueron contratados para hacer una película de comedia, mientras que Lucasfilm buscaba al dúo solo para agregar "un toque cómico". Lucasfilm también sintió que los directores estaban fomentando demasiada improvisación por parte de los actores, lo que se creía que estaba "desviando la historia del curso" del guion de los Kasdan.  Para apaciguar a Kasdan, que no estaba contento con las escenas que no se filmaban "palabra por palabra", Lord y Miller filmaron varias tomas exactamente como estaban escritas y luego filmaron tomas adicionales. Lord y Miller se negaron a ceder en ciertas escenas, como filmar una escena desde menos ángulos de los que esperaba Lucasfilm, reduciendo así las opciones disponibles en la edición. El dúo también estaba descontento cuando trajeron a Lawrence Kasdan al set de Londres, sintiendo que se convirtió en un "director en la sombra". La decisión de eliminar a Lord y Miller se tomó después de una breve pausa en la filmación para revisar el metraje hasta el momento.El editor de la película original, Chris Dickens, También fue retirado de la película, reemplazado por Pietro Scalia.
Se informó que Ron Howard, quien previamente había colaborado con Lucas como actor en American Graffiti (1973) y director de Willow (1988), era uno de los principales candidatos para asumir el cargo de director. Howard había rechazado una oferta para dirigir Star Wars: Episodio I – La amenaza fantasma.Joe Johnston y Kasdan también fueron considerados, aunque con respecto a Kasdan, las reglas del Directors Guild of America establecen que un reemplazo para un director no puede ser alguien que ya esté involucrado en la producción. Dos días después, se anunció que Howard se haría cargo de la dirección durante las tres semanas y media restantes de fotografía principal programada, así como las cinco semanas programadas de nuevas tomas.Howard escribió: "Estoy más que agradecido de agregar mi voz al universo de Star Wars... Espero honrar el gran trabajo ya realizado y ayudar a cumplir la promesa de una película de Han Solo".Se esperaba que Howard llegara a Londres el 26 de junio para completar el rodaje. Durante las nuevas tomas, el actor Michael K. Williams no pudo regresar a la producción, debido a un conflicto de programación con la filmación de The Red Sea Diving Resort, lo que resultó en que su parte se reconstruyera y reformulara con Paul Bettany.Williams declaró que las nuevas tomas de su personaje eran "para que coincidieran con la nueva dirección en la que los productores querían que Ron llevara la película", y que no habría estado disponible nuevamente hasta noviembre de 2017; la producción no quiso esperar a que estuviera disponible para estrenarla en mayo de 2018.Bettany, que había trabajado anteriormente con Howard en Una mente maravillosa y El código Da Vinci, había oído hablar de la participación del director en la película y le envió un mensaje de texto para preguntar sobre unirse a la película. "Dos semanas después estaba volando a Londres para estar en Star Wars", detalló Bettany en una entrevista de mayo de 2018 con Los Angeles Times.
Lucas, amigo, mentor y colaborador de Howard, hizo una visita sorpresa al plató para animar a Howard en su primer día de rodaje. Concebido como una reunión breve, Lucas pasó todo el día con la tripulación. Si bien Lucas no tenía la intención de interferir, en algún momento se olvidó y preguntó: "¿Por qué Han simplemente no hace esto?"; Howard incluyó su sugerencia.El 17 de octubre de 2017, Howard anunció que se había completado la fotografía principal y reveló el título de la película.
En marzo de 2018, después de que se informó que Howard había vuelto a filmar alrededor del 70% de la película, se anunció que Lord y Miller no competirían por el crédito de director y, en cambio, aceptaron los créditos de productor ejecutivo.El dúo vio un primer corte de la película de Howard y le proporcionó sus comentarios.La postproducción finalizada el 22 de abril de 2018.

### Efectos visuales
Los efectos visuales fueron proporcionados por Industrial Light & Magic, Hybride y Blind LTD y supervisados por Nigel Sumner, Julian Foddy, Greg Kegel, Joseph Kasparian, Francois Lambert, Andrew Booth, Rob Bredow y Patrick Tubach con la ayuda de Jellyfish Pictures, Raynault VFX., Lola VFX y Nvizage.Bredow describió trabajar en la escena del atraco al tren como un desafío. "En mi propia vida siempre me he referido a las películas de Star Wars en términos de tener las explosiones más geniales de la historia, ya sabes, de vuelta a Joe Viskocil .Las explosiones de la Estrella de la Muerte y la forma en que evolucionaron con el tiempo. Era como, '¿Cómo voy a hacer algo que sea diferente y único en el universo de Star Wars?'. Utilizaba modelos en miniatura y construía un modelo 3D de la montaña en la película y lo hacía estallar con una variedad de petardos dentro . una gran pecera construida en Pinewood. El equipo se inspiró en el canal de YouTube The Slow Mo Guys, específicamente en un video de los creadores Gavin Free y Daniel Gruchy realizando un experimento que los vio inflar petardos en una pecera para capturar la explosión en cámara lenta.
Se desarrollaron alrededor de 60 diseños diferentes del Halcón Milenario antes de decidirse por la versión final que se ve en la película. El equipo de diseño tuvo en cuenta la cultura de la década de 1970, examinando los muscle cars, así como el arte conceptual redactado para la película de 1977. El diseñador principal, James Clyne, describió que agregar una cápsula de escape en la parte delantera de la nave resolvió una curiosidad que tenía cuando era niño sobre por qué el Halcón tenía ese diseño. Para el Falcon se utilizaron efectos visuales de retroproyección, una técnica utilizada para combinar actuaciones en primer plano con fondos pregrabados de escenas de cabina, una versión actualizada de la técnica utilizada en la trilogía original. Esto permitió a los actores tener una referencia visual para la escena.
La creación de L3 fue una combinación de efectos prácticos y visuales. La actriz Phoebe Waller-Bridge estuvo presente en el set y usó un disfraz para interpretar sus escenas, con efectos visuales de posproducción realizados para borrar a Waller-Bridge del metraje y agregar piezas interiores y cables.

### Música
En julio de 2017, John Powell fue anunciado como el compositor principal de la partitura.El veterano compositor de Star Wars, John Williams, compuso y dirigió el tema de Han Solo, "Las aventuras de Han", para la película. Powell comenzó a escribir la música a fines de 2017 después de terminar su trabajo en Ferdinand. En diciembre de 2017, Williams escribió dos piezas musicales y las combinó para crear el tema de Han. Al mes siguiente, Williams grabó las maquetas con la Recording Arts Orchestra de Los Ángeles en el Newman Scoring Stage.Powell interpoló el nuevo tema de Williams en su partitura, además de incorporar música de Williams de canciones anteriores de Películas de Star Wars, incluido el título principal de Star Wars y varios motivos y pistas de A New Hope, The Empire Strikes Back y The Phantom Menace.Walt Disney Records lanzó el álbum de la banda sonora el 25 de mayo de 2018. En septiembre de 2020, Powell anunció en las redes sociales que 5 Cat Studios remezclaría y masterizaría una edición de lujo del álbum de la banda sonora, con todas las pistas sin editar. de la partitura y demos adicionales que Williams había compuesto para la película. La edición de lujo se lanzó el 20 de noviembre de 2020 e incluye 40 minutos adicionales de música inédita.En diciembre de 2020, Mondo había anunciado públicamente el lanzamiento de la banda sonora en vinilo de 180 g y vinilo limitado "hiperespacial", previsto para enero de 2021.

## Tráiler
Las primeras imágenes se mostraron en forma de spot en la Superbowl en la madrugada del 5 de febrero de 2018. El primer tráiler apareció el mismo día en los medios de comunicación.

## Influencias literarias y cinematográficas
En una entrevista para Entertainment Weekly, los guionistas Lawrence Kasdan y Jon Kasdan revelaron las influencias detrás de esta cinta. El sitio web Tomatazos recopiló varias de ellas:
- La isla del tesoro, novela de Robert Louis Stevenson.
- Los imperdonables, película protagonizada por Clint Eastwood.
- Fuego contra fuego, película dirigida por Michael Mann.
- El gran Lebowski, cinta de los hermanos Coen.
- Gangster N° 1, del director Paul McGuigan.

## Estreno
Han Solo: una historia de Star Wars fue estrenada internacionalmente el 25 de mayo de 2018.

## Recepción
La película recibió críticas generalmente positivas de parte de la crítica especializada, así como de la audiencia en general y los fanes de la saga. El director George Lucas y el actor Harrison Ford elogian bien a Alden Ehrenreich y a la película. En el sitio web especializado Rotten Tomatoes, la película obtuvo una aprobación de 69%, basada en 475 reseñas, con una calificación de 6.5/10, mientras que de parte de la audiencia tuvo una aprobación de 64%, basada en 44 018 votos, con una calificación de 3.5/5.
El sitio web Metacritic valoró a la película con una puntuación de 63 de 100, basada en 53 reseñas. Las audiencias encuestadas por CinemaScore le dieron a la película una "A-" en una escala de A+ a F, mientras que en el sitio IMDb los usuarios le otorgaron una calificación de 7.2/10, sobre la base de 40.806 votos. En la página web FilmAffinity la película tiene una calificación de 6.3/10, basada en 2.123 votos.
Llama la atención en la mayor parte del metraje lo gris y oscura que es visualmente la película, llegando a ser criticada por la imposibilidad de distinguir correctamente escenas y personajes, dada la ausencia de iluminación en la fotografía. El director Ron Howard se justificó alegando:

La estética de la película es algo que heredé. Y me gustaba, vaya, pero al haber escenas que funcionaban bien o eran imposibles de volver a grabar no se podía cambiar la fotografía de la película. La psicología detrás de esa elección es que esta película tiene una historia más terrícola y humilde que el resto de las películas de Star Wars.

El 21 de junio de 2018, se anunció que Disney detenía los spin-offs de Star Wars tras el fracaso en taquilla de Han Solo. Lucasfilm aparcaba por el momento los proyectos vinculados con el universo A Star Wars Story para centrarse en el Episodio IX de la saga principal.

## Premios y nominaciones
| Premios       | Categoría                         | Receptor                                                 | Resultado |
| ------------- | --------------------------------- | -------------------------------------------------------- | --------- |
| Premios Óscar | Mejores efectos visuales          | Rob Bredow, Patrick Tubach, Neal Scanlan y Dominic Tuohy | Nominado  |
| Saturn Awards | Best Science Fiction Film Release | Solo: A Star Wars Story                                  | Ganadora  |